# Хім'як В'ячеслав Антонович
Хім'як В'ячеслав Антонович (нар. 19 серпня 1949, село Голосків (Кептинці) Кам'янець-Поділького району Хмельницької області) — український актор театру і кіно, режисер, педагог, громадський діяч, професор (1999). Член ЦК КПРС (1990—1991). Народний артист України (1999).

## Життєпис

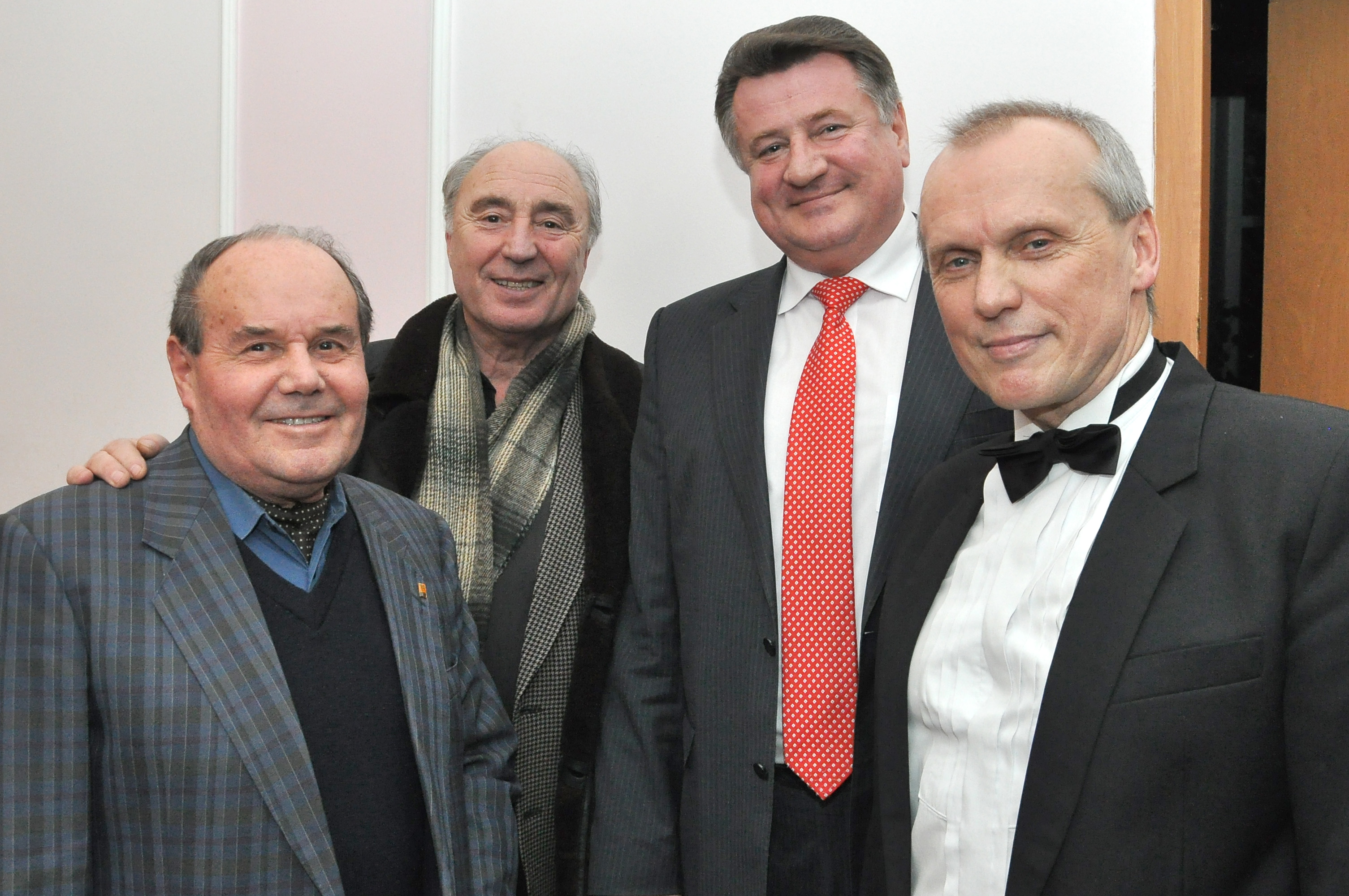
Українські музичні діячі Володимир Верней, В'ячеслав Хім'як, Ярослав Лемішка та Олександр Вацек під час концерту хорової капели «Орея» в Тернопільській обласній філармонії 11 лютого 2016 року.

В'ячеслав Хім'як народився 19 серпня 1949 року в селі Кептинцях, яке нині в складі Голоскова Гуменецької громади Кам'янець-Подільського району Хмельницької области України.
З 1966 року працював різноробом Кам'янець-Подільського будинку культури Хмельницької области.
Закінчив театральну студію при Київському українському драматичному театрі імені Івана Франка (1969, нині національний театр, клас Б. Мешкіса, М. Досенка) і філологічний факультет Тернопільського педагогічного інституту (1991, нині національний педагогічний університет).
19 листопада 1969 року вперше вийшов на професійну сцену Хмельницького обласного музично-драматичного театру імені Петровського в прем'єрі вистави «Зрадник», постановником якої був Анатолій Горчинський. У 1969—1974 роках працював актором Хмельницького обласного музично-драматичного театру.
Від 1974 року — в місті Тернопіль, актор  Тернопільського обласного музично-драматичного театру імені Шевченка (нині академічний театр). Член КПРС з 1985 до 1991 року.
Від 1994 — художній керівник курсу на відділенні театрального мистецтва Тернопільського музичного училища; 1999 — професор кафедри педагогіки, 2004 — професор інституту мистецтв, від 2009 — завідувач катедри театрального мистецтва Тернопільського національного педагогічного університету імені Володимира Гнатюка.
З травня 2024 року рецензент художньо-аналітичного альманаху «Кременецький культурний контекст».

## Творчість

### Ролі

#### У театрі
Зіграв понад 100 ролей:
- Василь («Циганка Аза» Михайла Старицького),
- Артуро Уі («Кар'єра Артуро Уі» Бертольта Брехта),
- Платон («Платон Кречет» Олексія Корнійчука),
- Павло Корчагін («Драматична пісня» за М. Островським),
- Остап («Тарас Бульба» за М. Гоголем),
- Назар («Назар Стодоля» Тараса Шевченка),
- Ібрагім («Роксолана» за Павлом Загребельним),
- Голубєв («Наодинці з усіма» О. Гельмана),
- Лестер («Дженні Ґерхард» за Т. Драйзером),
- Клавдій («Гамлет» В. Шекспіра),
- Наливайко (однойменна п'єса за Іваном Ле),
- Іван Барильченко («Житейське море» Івана Карпенка-Каро-го),
- Доменіко («Філумена Мартурано» Е. де Філіппо),
- Ігнатій Падур («Маклена Ґраса» Миколи Куліша),
- Отелло (однойменна драма Вільяма Шекспіра),
- Майор («Дами і гусари» О. Фредро).

#### Фільмографія
- Зв'язковий («Вишневі ночі», 1990),
- Люсьєн («Полковник Шабер», 1993),
- Шиманський («Час збирати каміння», 1995).

Також грав епізодичну роль у фільмі «Іван та кобила».

### Режисерські роботи
- «Будиночок на околиці» О. Арбузова (1979),
- «Строк проживання закінчився» М. Варфоломеєва (1996),
- «Додому» Л. Разумовської, «Титанік-вальс» І. Мунатеску (обидві — 1998),
- «З коханням не жартують» П. де Кальдерона (2000),
- «Моя професія — синьйор з вищого світу» (2002),
- «Водевіль, водевіль…» М. Кропивницького, М. Старицького (2006).

### Декламування
Як читець художнього слова виконує моновиставу «Душі почину і краю немає» за творами Тараса Шевченка, на літературно-мистецьких вечорах, святкових імпрезах, у концертах, по радіо читає твори Богдана Бастюка, Івана Драча, Богдана Мельничука, Бориса Олійника, Дмитра Павличка, Павла Тичини, Маркіяна Шашкевича, закордонних авторів.

## Нагороди та премії
- орден «За заслуги» III ступеня (11 грудня 2009) — за вагомий особистий внесок у розвиток культурно-мистецької спадщини України, високу професійну майстерність та активну участь у проведенні Фестивалю мистецтв України[2];
- народний артист України (6 серпня 1999) — за особистий внесок у розвиток національної культури і мистецтва, вагомі творчі здобутки присвоїти почесні звання[3];
- заслужений артист УРСР (28 травня 1979)[4];
- обласна літературно-мистецька премія імені Степана Будного (1978)[5];
- премія СТДУ імені Амвросія Бучми (1999)[6].

## Галерея

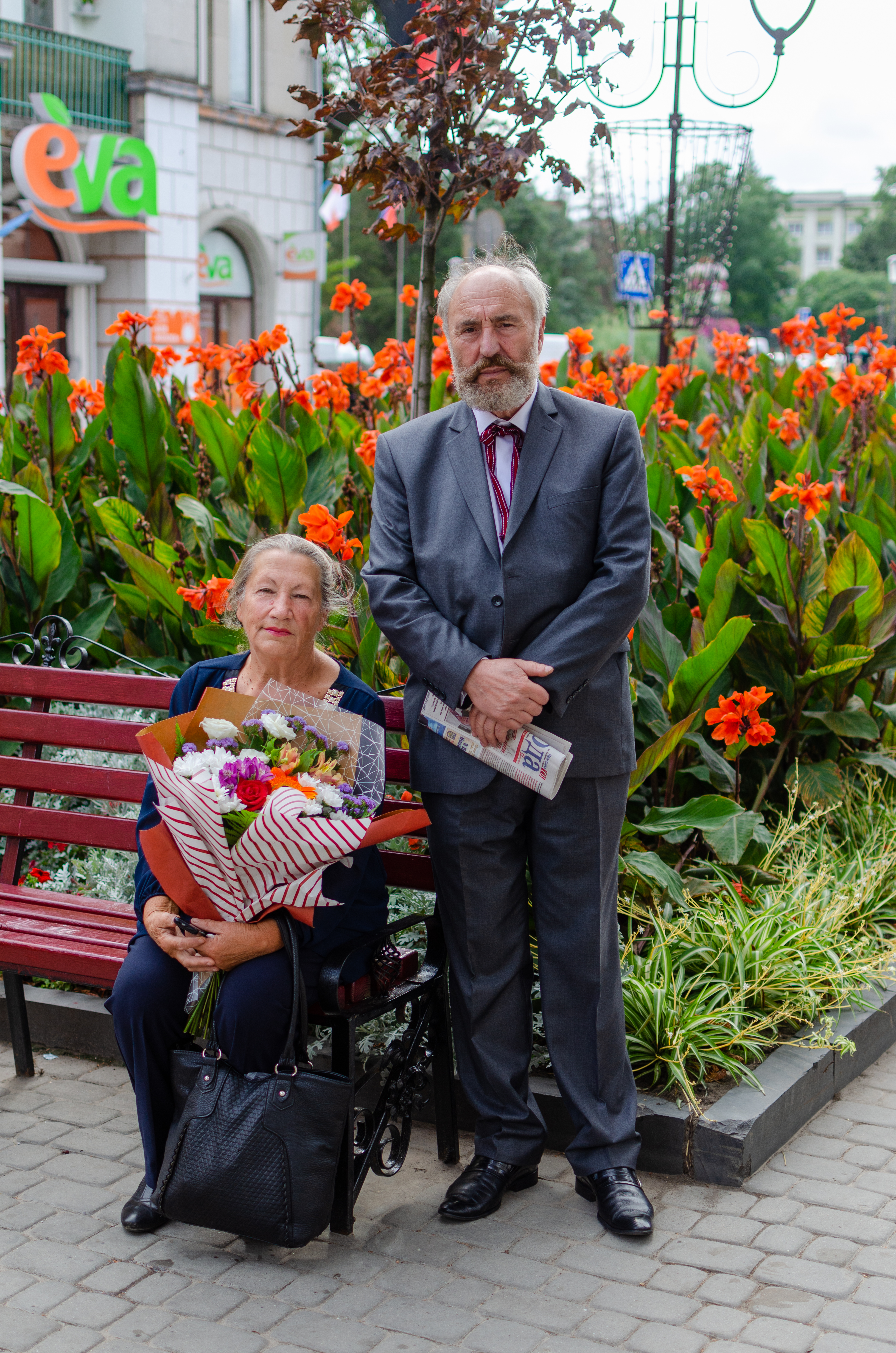
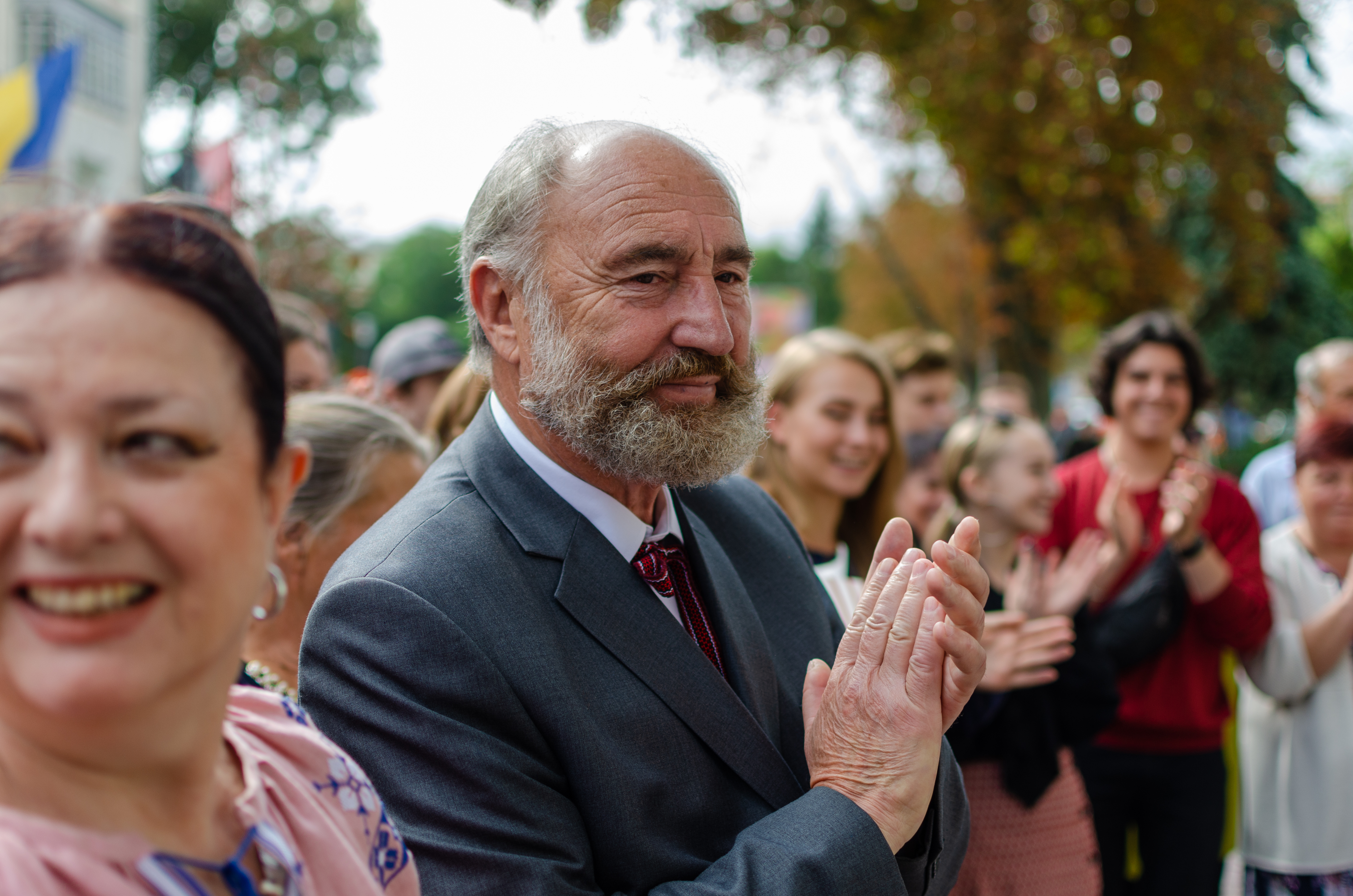
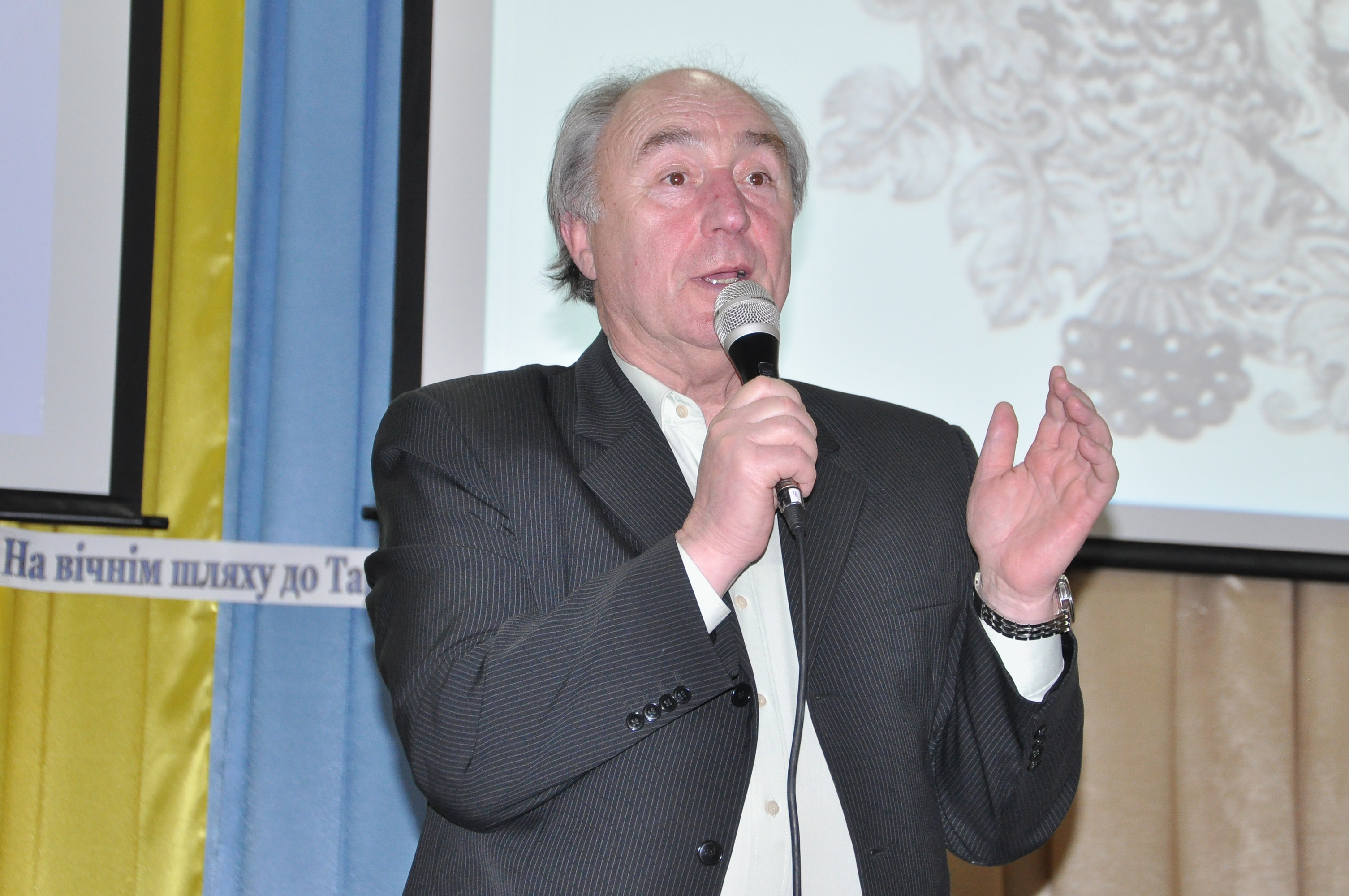
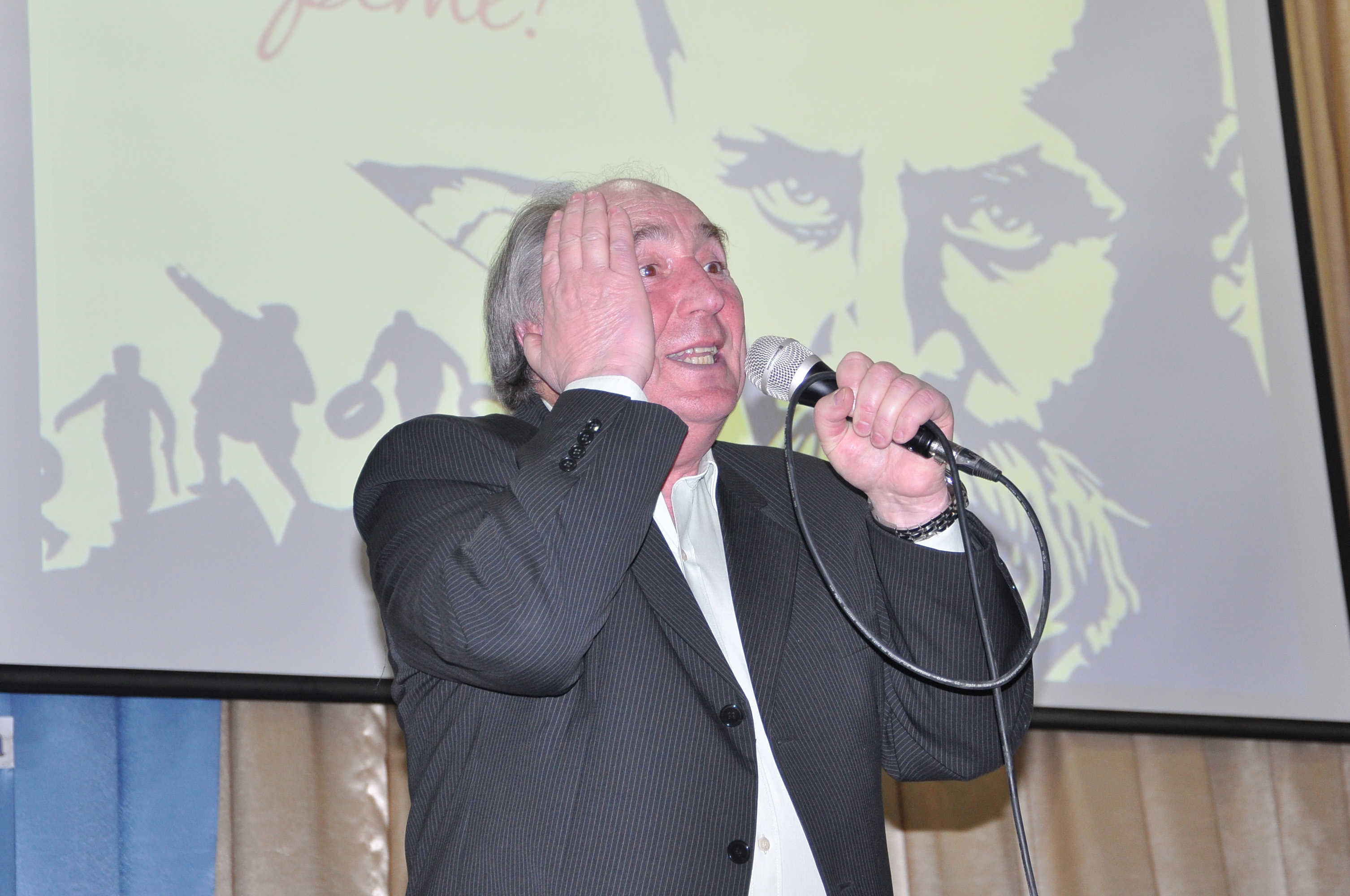
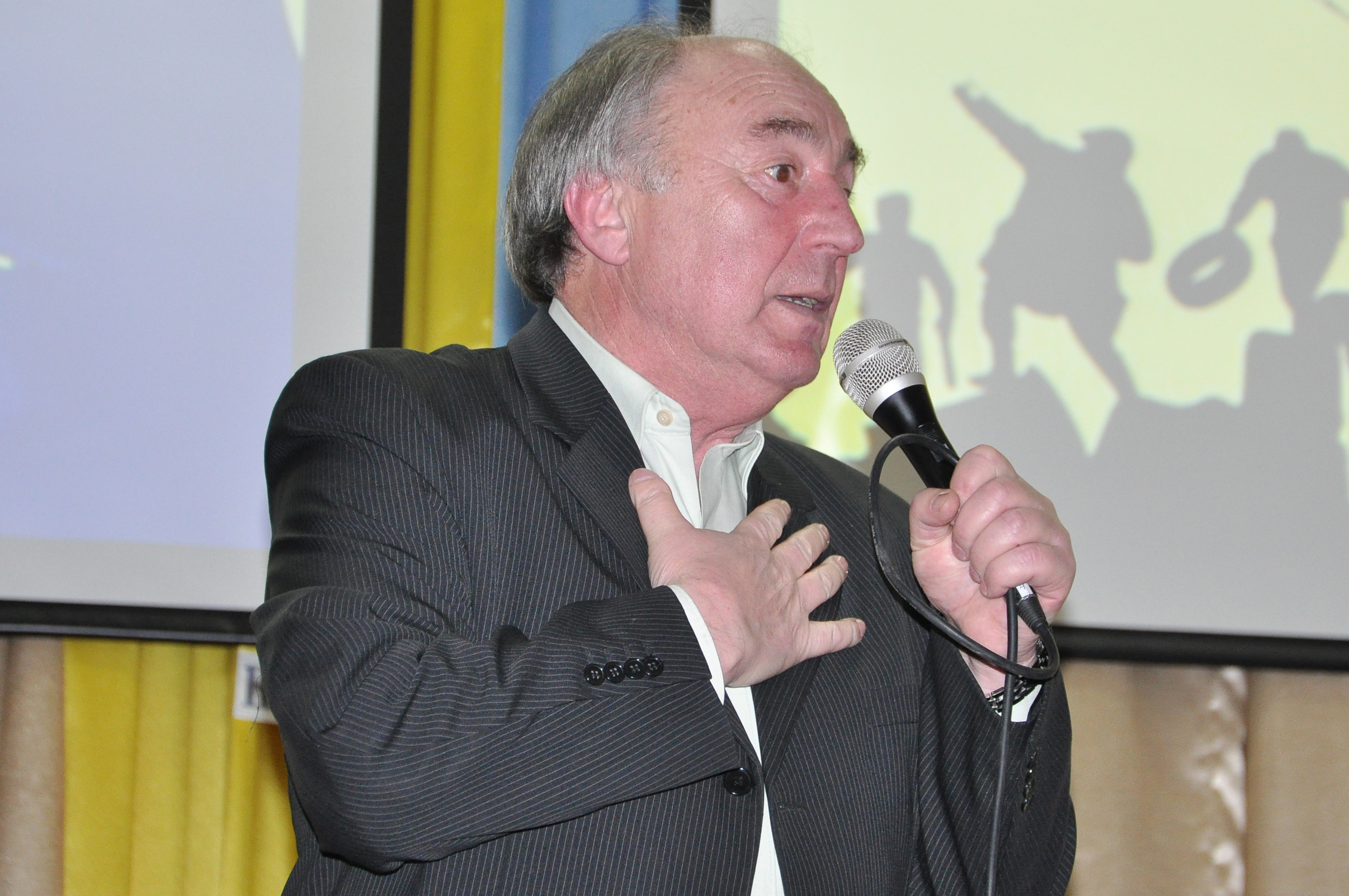
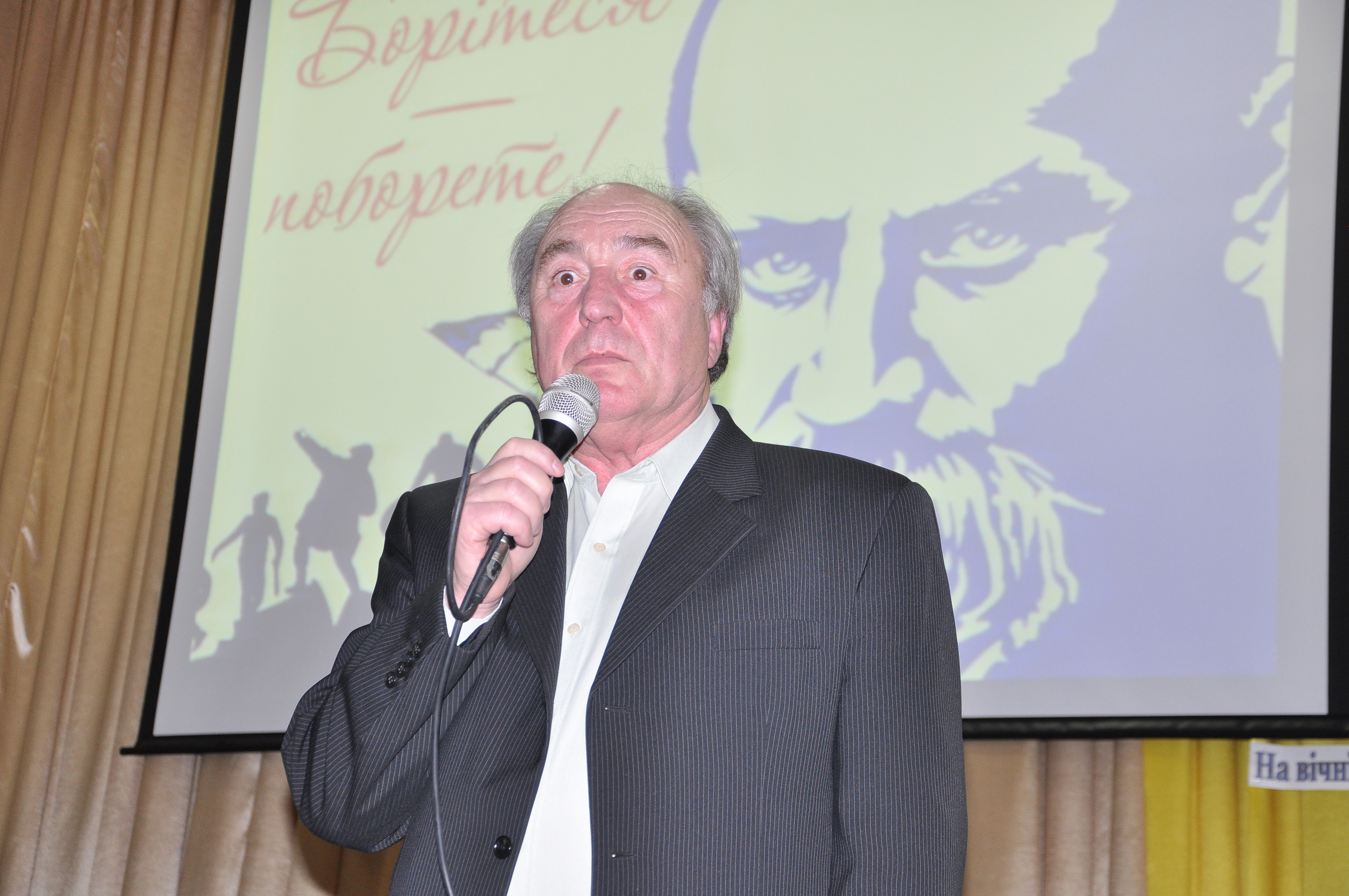
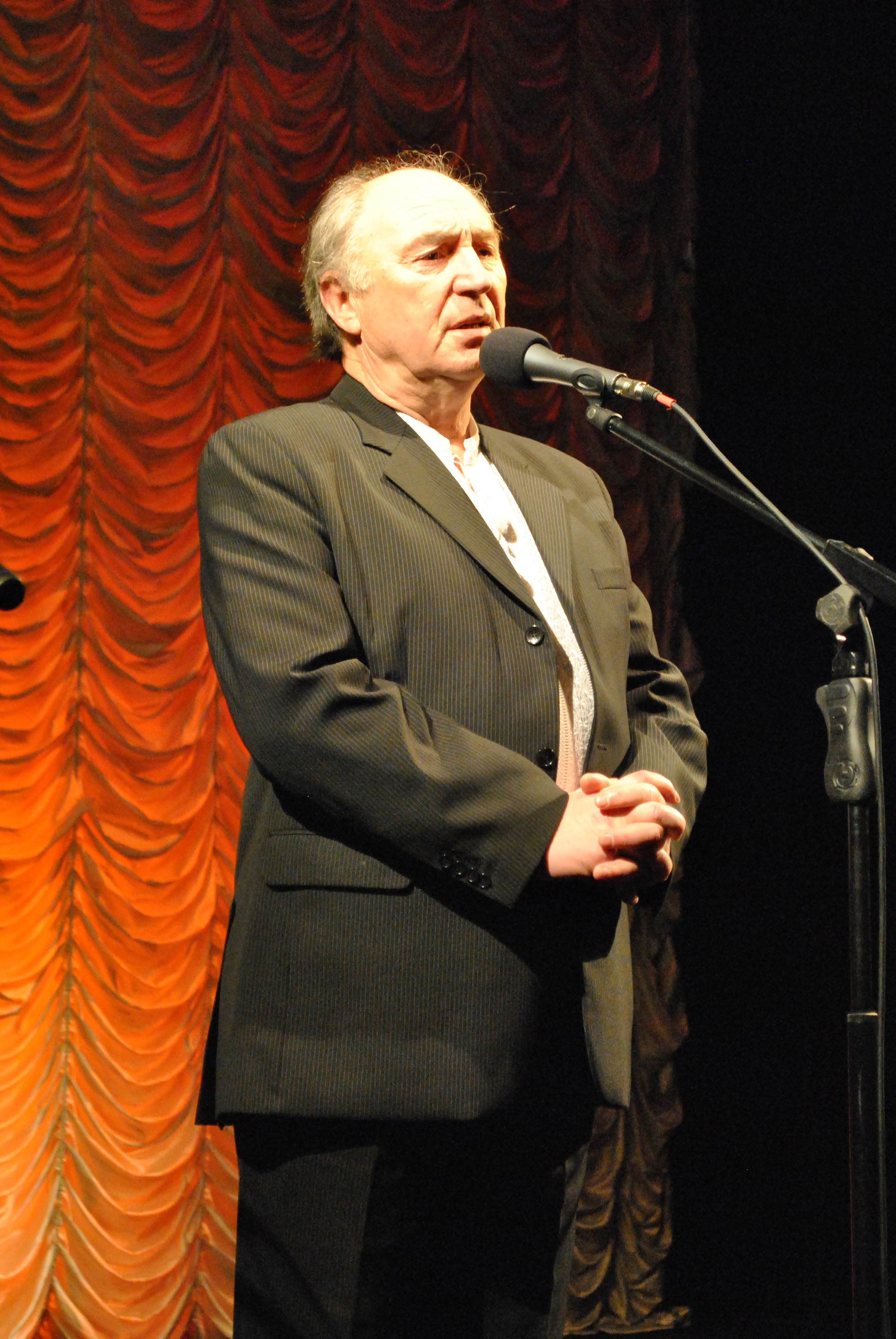
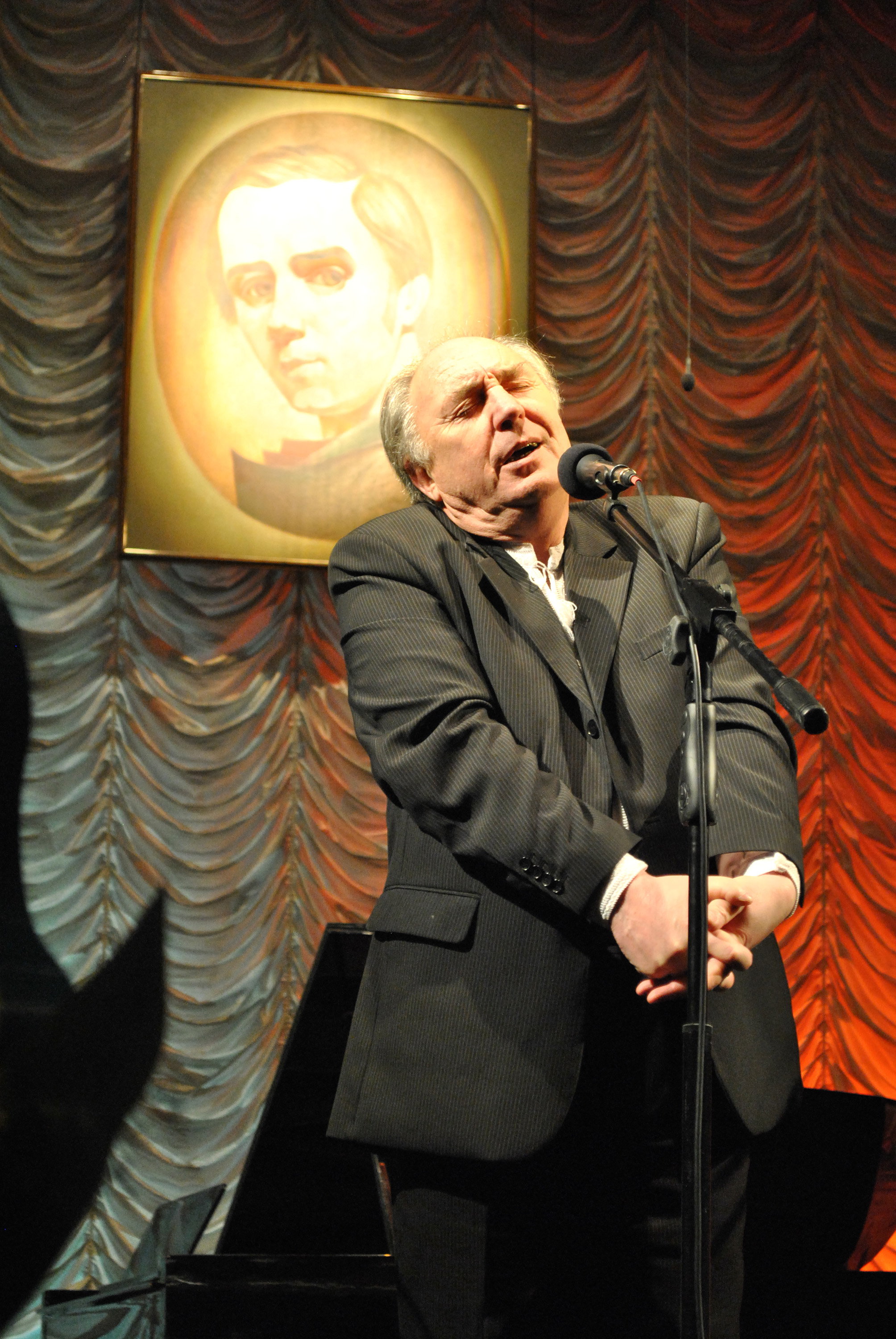
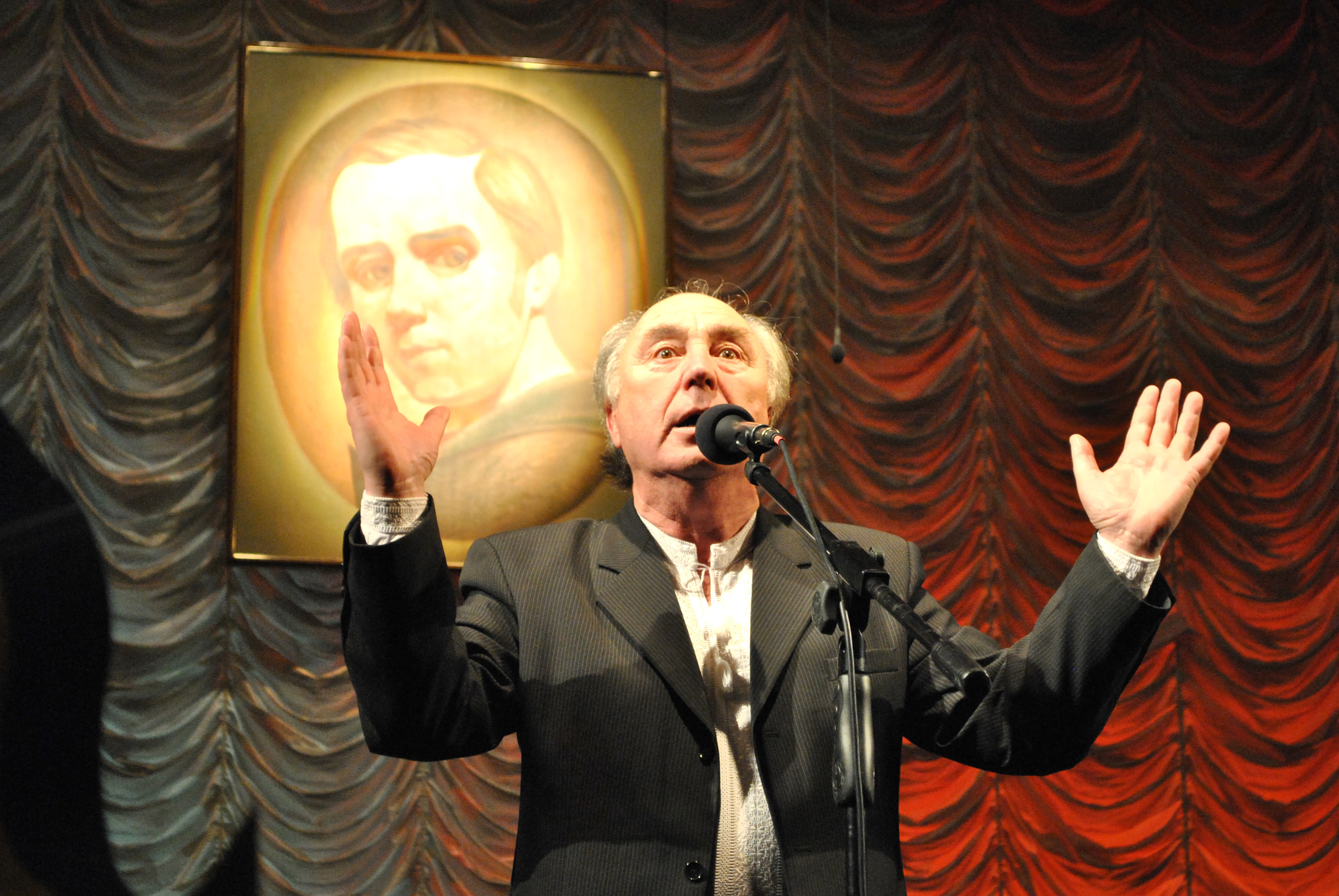
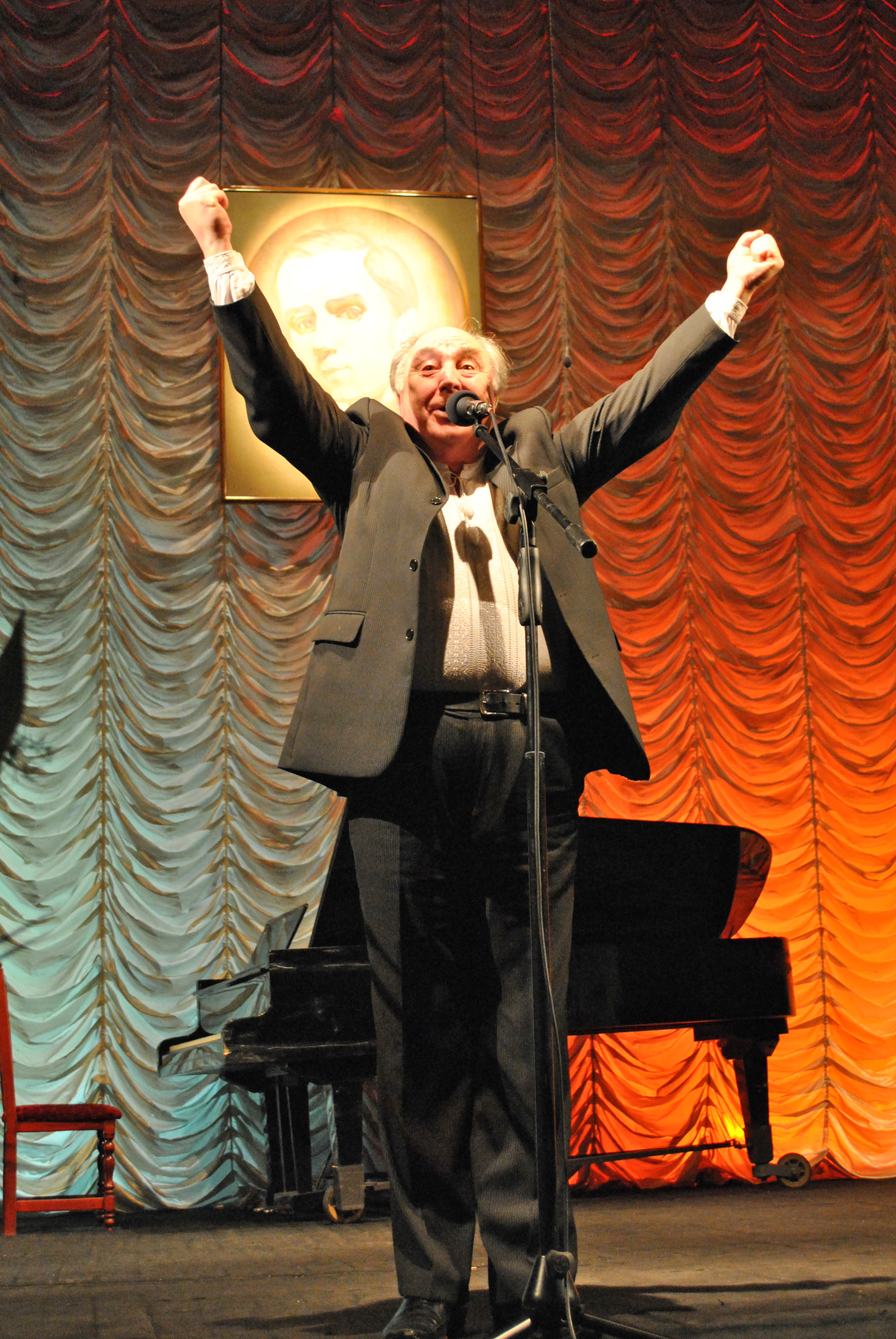
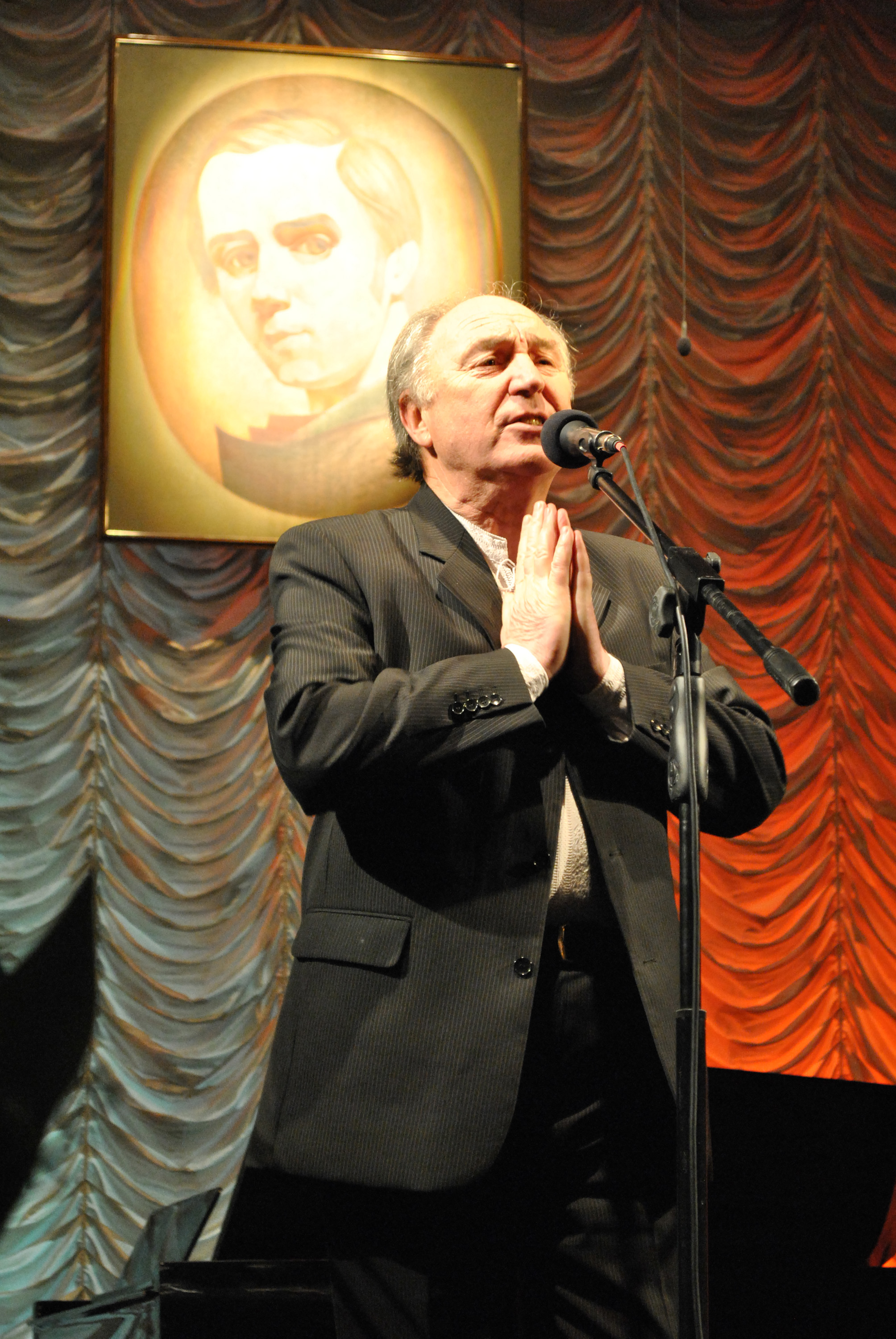
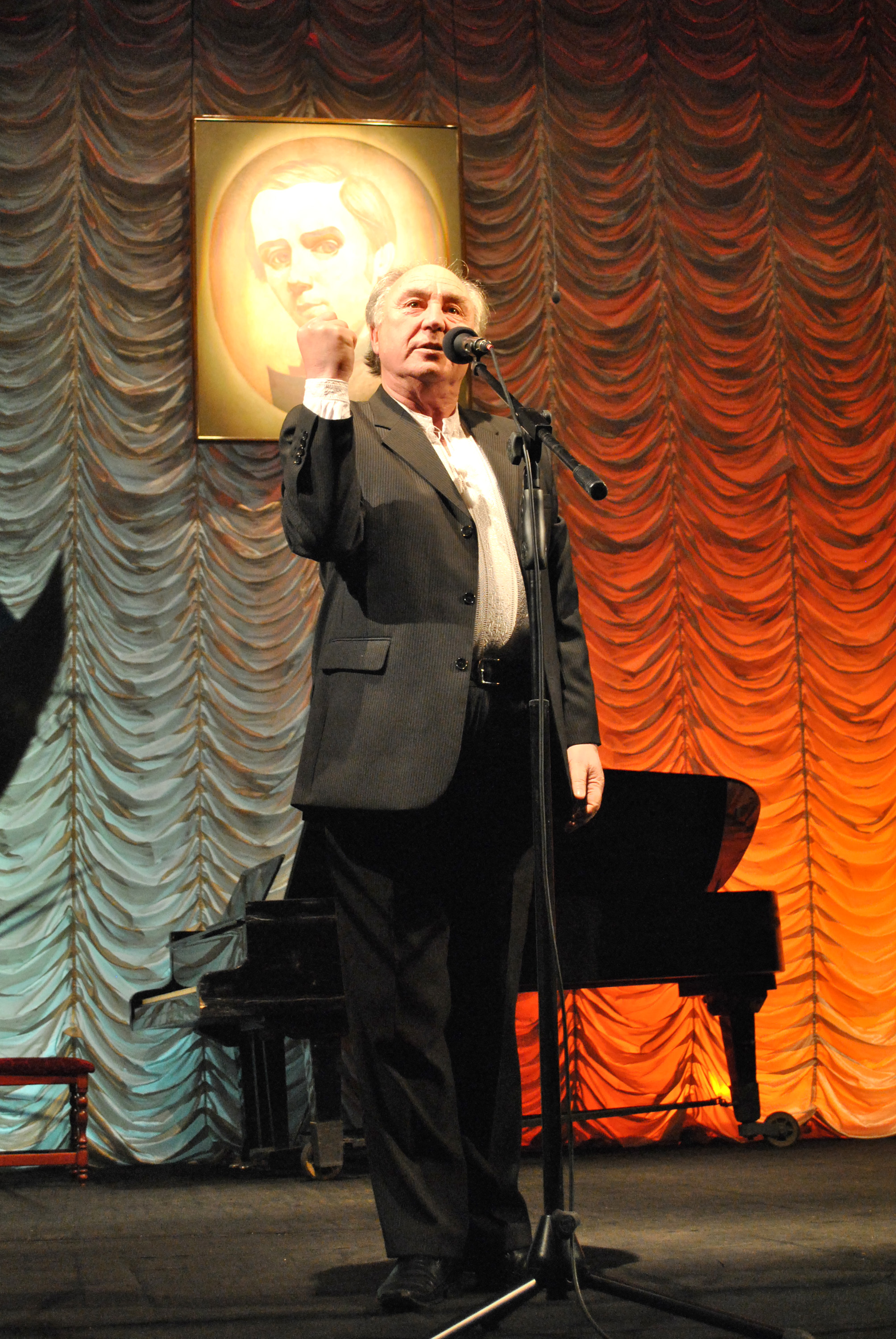
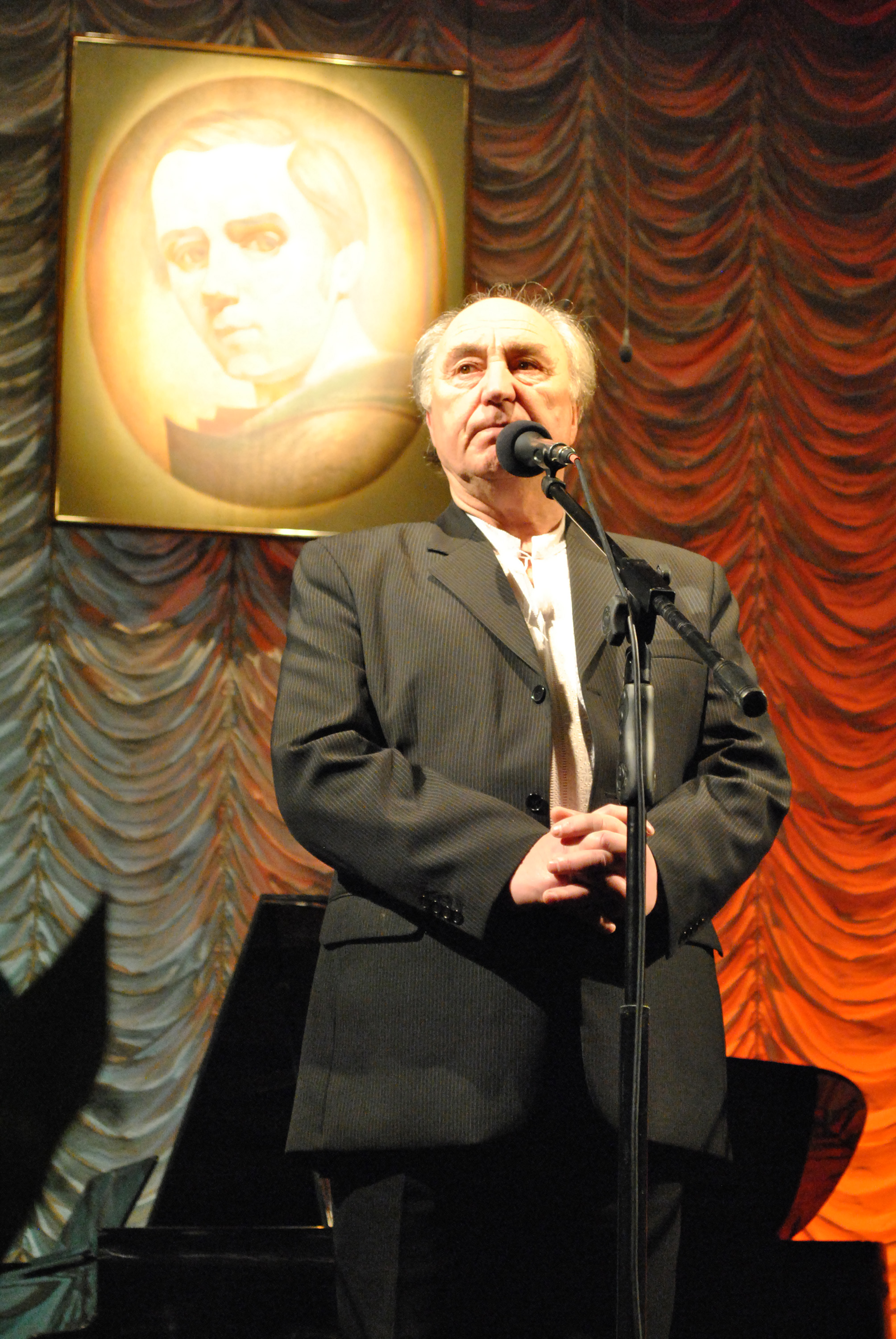
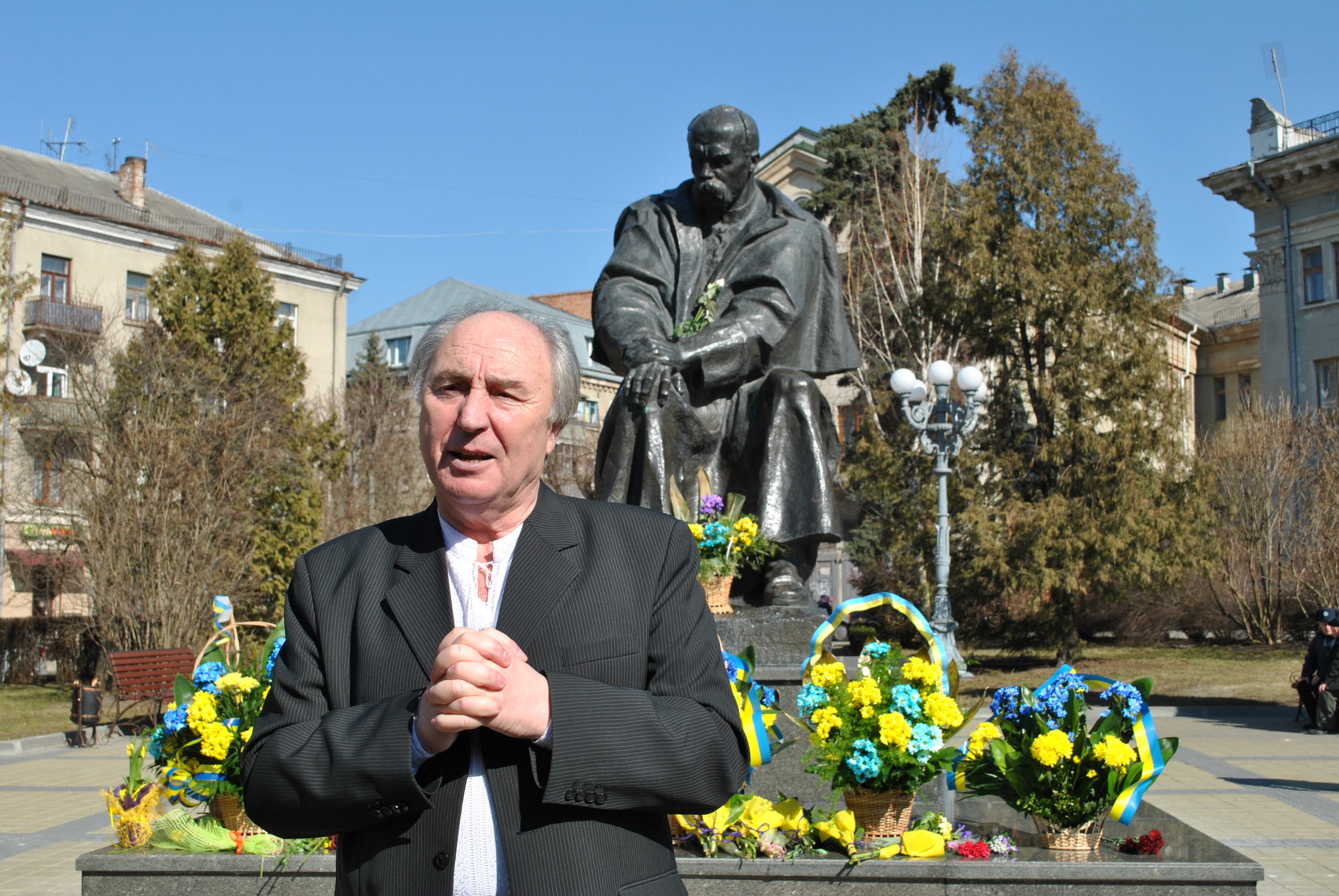
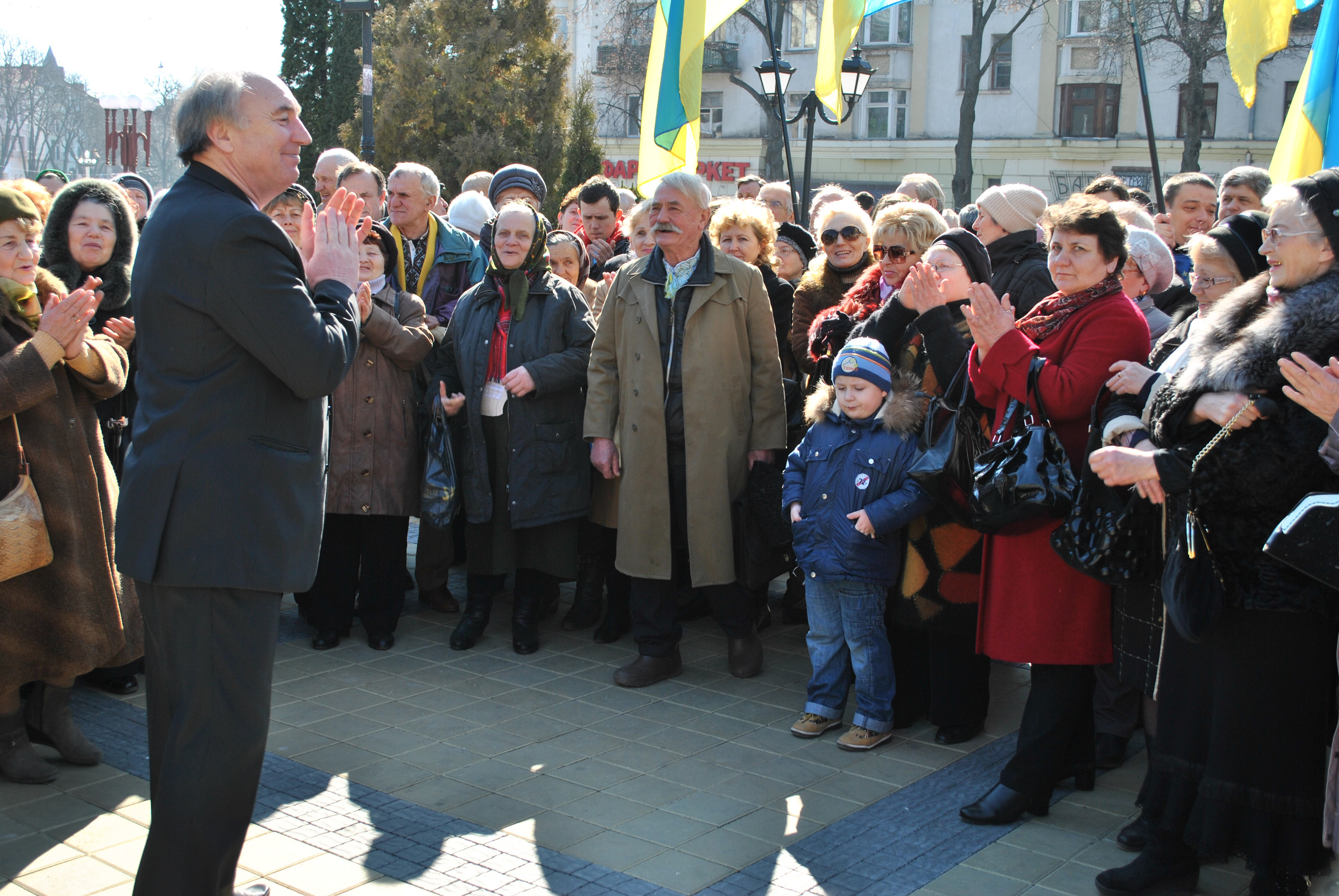
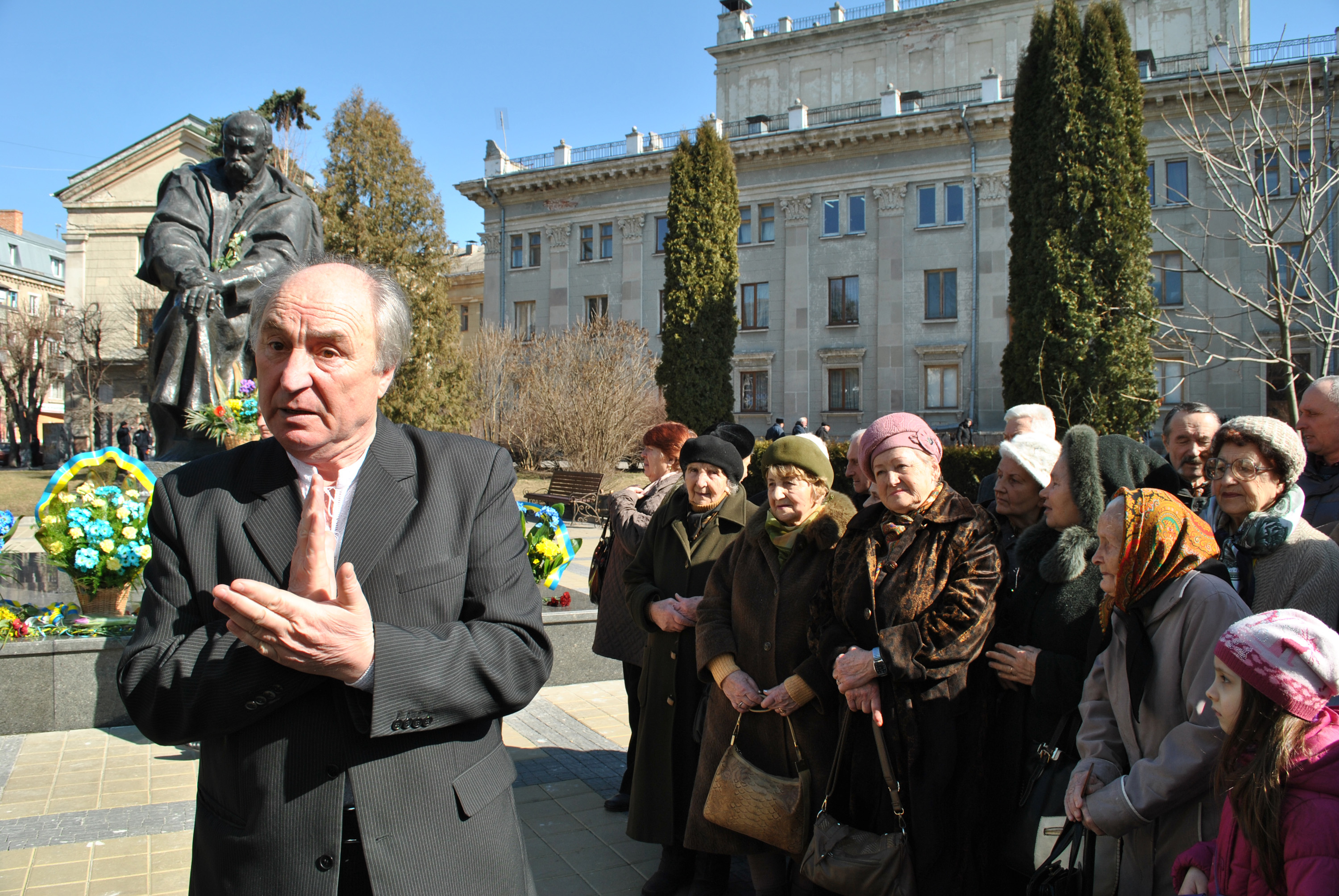

### Відеофрагменти
- Вячеслав Хім'як про Тернопіль та театр. 1995 рік на YouTube // Валерий Смирнов. — 2017. — 6 серпня.
- Персона. Від мрії до успіху. В'ячеслав Хім'як на YouTube // Телеканал Тернопіль1. — 2019. — 17 липня.
- Без обгортки. В'ячеслав Хім'як на YouTube // Телеканал Тернопіль1. — 2021. — 18 листопада.
- Гість у студії: В'ячеслав Хім'як на YouTube // Суспільне Тернопіль. — 2020. — 6 лютого.
- 70-річний ювілей відсвяткував актор театру і кіно, народний артист України В'ячеслав Хім'як на YouTube // Телекомпанія TV-4. — 2019. — 22 серпня.
- Народному артисту України Вячеславу Хім'яку виповнюється 65 на YouTube // Телекомпанія TV-4. — 2014. — 19 серпня.
- Любов Ізотова — В'ячеслав Хім'як — Присвята Шевченкові. — 1995 р. на YouTube // Rafał Bryła. — 2018. — 16 травня.
- Тарас Григорович Шевченко. У виконанні н.а. України В'ячеслава Хім'яка. 2007 рік на YouTube // Валерий Смирнов. — 2017. — 20 лютого.
- Музей-скансен черняхівської культури на YouTube// Володимир Ханас. — 2020. — 30 січня.